# Voile de la Mariée (Grand Bassin)
Pour les articles homonymes, voir Voile de la Mariée.
Le Voile de la Mariée est une chute d'eau de l'île de La Réunion, un département d'outre-mer français dans le sud-ouest de l'océan Indien. Située à environ 600 mètres d'altitude, elle est alimentée par le Bras de Sainte-Suzanne, un affluent du Bras de la Plaine. Ce faisant, il est situé à la frontière des communes d'Entre-Deux et du Tampon à proximité immédiate de l'îlet de Grand Bassin.